# 제1차 삼두정치

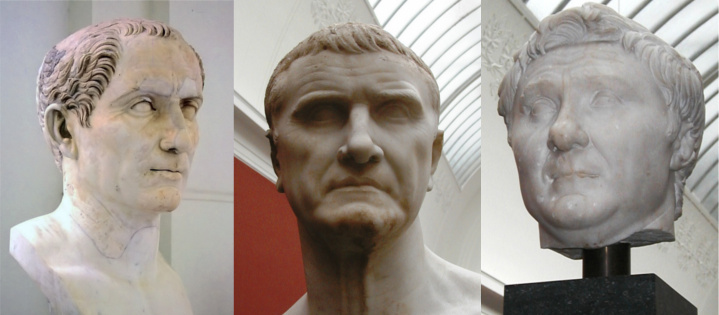

제1차 삼두정치는 로마 공화정 말기 율리우스 카이사르, 그나이우스 폼페이우스 마그누스, 마르쿠스 리키니우스 크라수스 사이에 비밀리에 맺어진 정치적 협력관계를 말한다.
제1차 삼두정치는 대략 기원전 59년에 설립되었는데 당시 로마의 유력자였던 세사람이 원로원의 눈을 피해 서로의 이익을 도모하는 관계로 창설되었고 주창자는 율리우스 카이사르였을 것으로 보인다.
기원전 60년 로마로 돌아온 카이사르는 자신을 반대하는 원로원에 맞서 폼페이우스와 손을 잡았다. 폼페이우스가 카이사르의 집정관 당선을 도와주면 카이사르는 폼페이우스 퇴역병을 위한 토지배분을 추진하기로 비밀리에 합의하고 크라수스도 협력관계에 끌어들였다.
기원전 59년 카이사르는 원로원파인 비불루스와 함께 무난히 집정관에 당선된다. 폼페이우스는 카이사르의 외동딸 율리아와 결혼하고, 카이사르는 루키우스 피소의 딸 칼푸르니아와 결혼했다. 집정관이 된후 카이사르는 삼두정치의 협약에 따라 폼페이우스와 크라수스의 지원으로 농지법을 개혁하고 원로원을 약화를 꾀했다. 카토와 키케로와 같은 원로원파는 이에 저항했으나 퇴역병과 민중을 선동하여 압력을 가한 삼두정치파에 의해 좌절되었다. 공동집정관인 비불루스는 아무런 힘을 발휘할 수 없었고 카이사르는 사실상 남은 임기를 혼자 집정관직을 수행했다.
또한 카이사르는 삼두정치의 위력을 통해 '바티니우스 법'을 민회에서 간단히 가결시킨다. 이로써 카이사르는 갈리아 트란살피나, 갈리아 키살피나, 일리리아 3개 속주의 총독이 되어 갈리아 전쟁을 치르게 된다.

## 같이 보기
- 제2차 삼두정치